# Lomtjärnen (Tåsjö socken, Ångermanland)
Lomtjärnen är en sjö i Strömsunds kommun i Ångermanland och ingår i Ångermanälvens huvudavrinningsområde.